# دشت حسنی
دشت حسنی ۱، روستایی از توابع بخش جویم شهرستان لارستان در استان فارس ایران است.

## جمعیت
این روستا در دهستان جویم قرار دارد و براساس سرشماری مرکز آمار ایران در سال ۱۳۸۵، جمعیت آن ۴۲ نفر (۹خانوار) بوده‌است.